# Чёрный фронт (Нидерланды)
Чёрный фронт (нидерл. Zwart Front), позднее Национальный фронт (нидерл. Nationaal Front) — нидерландское фашистское движение, существовавшее в 1934—1940 гг.

## История
Было основано после раскола в Генеральной голландской фашистской лиге в 1934 году Арнольдом Мейером. После основания в Чёрный фронт влились ряд мелких группировок и организаций. Также была получена поддержка среди мелких слоёв населения. Организация поддерживала католицизм, а многие её члены были католиками, в том числе и Мейер. На парламентских выборах в 1937 году движение получило 8178 голосов, что позволило ему пробиться в парламент. В 1940 году Чёрный фронт влился в состав Национального фронта.
Национальный фронт был запрещён немцами в 1941 году после того как его члены попросили разрешения принять присягу Нидерландам, а не Германии, прежде чем сотрудничать с нацистами.